# André Debord
Pour les articles homonymes, voir Debord.
André Debord est un historien et archéologue médiéviste né le 4 juin 1926 dans le 15e arrondissement de Paris et mort le 5 octobre 1996 à Villefranche-de-Rouergue. Il a fouillé pendant un quart de siècle le castrum d'Andone et a été enseignant à l'UFR d'Histoire de l'université de Caen.

## Biographie
Sa thèse portait sur « la société laïque dans les pays de la Charente, Xe – XIIe siècle ». Ses fouilles d'Andone ont été publiées en 2009, « Une résidence des comtes d'Angoulême autour de l'an mil : le castrum d'Andone (Villejoubert, Charente) : publication des fouilles d'André Debord (1971-1995) » [Luc Bourgeois (dir.) CRAHM, Caen].

## Publications
La liste complète des publications se trouve sur le site du CRAHAM
- Aristocratie et pouvoir. Le rôle du château dans la France médiévale, Édition préparée par André Bazzana et Jean-Michel Poisson, Paris, 2000.
- André Debord, La société laïque dans les pays de la Charente Xe-XIIe s., Picard, 1984, 585 p. (ISBN 2-7084-0112-2, présentation en ligne)